# Carrie Steinseifer
Carrie Steinseifer (n. 12 februarie 1968, Redwood City, California, SUA) este o înotătoare americană, medaliată olimpică. A participat la o ediție a Jocurilor Olimpice (1984) în care a câștigat o medalie de aur.

## Participări
Lista de mai jos prezintă principalele competiții la care a participat Carrie Steinseifer de-a lungul carierei.
- swimming at the 1984 Summer Olympics – women's 4 × 100 metre freestyle relay[*]